# Wikihírek
A Wikihírek (angolul: Wikinews) egy nyílt tartalmú wiki hírforrás, melyet a Wikimédia Alapítvány üzemeltet. Jimmy Wales választotta külön a Wikihíreket a Wikipédiától azzal a szándékkal, hogy „a Wikihírekben minden hír, hírként szerepeljen, és ne lexikoncikként.”
A Wikihírek, a többi hasonló nyílt tartalmú hírlapoktól, elsősorban a semleges nézőpont irányelv alkalmazásában különbözik. Hasonló nyílt tartalmú hírlapok például a OhmyNews és az Indymedia, mindkettő angol nyelven.
A magyar nyelvű wikihírek 2008 májusának végén indult el.

## Története
2003 januárjában, az angol Wikipédia szerkesztői egy anonim javaslatot tettek a Meta-wikiben. A javaslat egy testvérprojektről szólt, amely különböző híreket közölne elfogulatlanul és részletesen. A Wikinews-t a Wikimédia Alapítvány hozta létre. Telephelye St. Petersburg (USA, Florida). A Wikinews a Wikimédia projektek közé tartozik a Wikipédia, Wikiszótár, a Wikidézet, a Wikikönyvek, a Wikiforrás, a Wikimédia Commons, a Wikifaj, a Wikiegyetem és a Meta-Wiki mellett. 2003 januárjában Daniel Alston hozta létre az első, angol nyelvű változatot. 2005. március 13-án az angol Wikinews 1000 cikket, 2006. április 29-én 5000 cikket, 2007. december 31-én 11200 cikket tartalmazott.

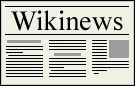
A béta verzió logója, mely 2005. február 13-ig volt használatban

2004 novemberében, egy kísérleti oldalon bemutatták, hogyan működik egy ilyen együttműködésen alapuló hírlap. 2004 decemberében, az oldalt kivették a "demo" állapotból és elindult a béta állapot. Ugyanekkor indult a német nyelvű változat is. Ezt követően beindult a holland, francia, spanyol, svéd, bolgár, lengyel, portugál, román, ukrán, olasz, szerb, japán, orosz, héber, arab, thai, norvég, és kínai (ebben az időrendi sorrendben) Wikihírek.

## Lásd még
- Wikipédia:Társprojektek